# 李卓
李 卓（り たく, 1995年2月20日 - ）は、愛知県名古屋市出身の元アメリカンフットボール選手、指導者。Xリーグのオービックシーガルズに所属している。現役時代のポジションはランニングバック（RB）。

## 経歴

### 高校・大学
南山中学校に入学後にアメリカンフットボールを始める。当時からポジションはランニングバックだった。高校卒業後、慶應義塾大学総合政策学部に進学し、アメリカンフットボール部に所属。大学時代、主将を務め、3年次と4年次は連続で関東のリーディングラッシャーとなり、関東ベストイレブンに選出。4年次にカレッジボウルでMVPを獲得した。日本代表としては、2年次にU-19世界選手権日本代表に選出（不参加）。3年次には、大学生で唯一となる、シニア世界選手権日本代表に選ばれ出場した。また、4年次にはカレッジ日本代表として大学世界選手権に出場した。

### オービック・シーガルズ
大学卒業後、日本航空に就職するも、並行して2017年よりオービックシーガルズに所属する。同年Xリーグの最優秀新人賞を獲得。2018年は副将とオフェンスリーダーを務め、NFLに挑戦するべくアメフトに専念するため、同年秋に日本航空を退社する。2019年春には、スカウトイベントのザ・スプリング・リーグに参加し、XFLのトライアウトに招聘される。2020年春、カナディアン・フットボール・リーグ（CFL）のグローバルコンバインに招聘される。2019年、2020年と2年連続でオールXリーグに選出される。2020年のジャパンXボウルでMVPを獲得。2021年1月、NFLのIPPプログラム参加候補選手としてキャンプに招聘される。

### モントリオール・アルエッツ
2021年4月15日、2021CFLグローバルドラフトにてCFLのモントリオール・アルエッツから3巡24位で指名を受けた。NFLへの入団を目指していたが、ドラフト指名にかからず断念することになり、モントリオールに入団。9月18日のBCライオンズ戦にて、丸尾玲寿里（ウィニペグ・ブルーボマーズ）、山﨑丈路（BCライオンズ）に続き日本人3人目となるCFL出場を果たした。

### オービック・シーガルズ（2回目）
2022年11月1日、CFLのレギュラーシーズン終了に伴い帰国し、シーガルズに合流、古巣に復帰した。このシーズンから、日本国籍のプロ契約選手として契約を更新した。
2025年3月11日、2024シーズン限りでの現役引退とRBコーチ就任が発表された。

## 人物
中学生時代からの将来の目標は、航空機のパイロットであった。そのため、大学卒業後に採用倍率100倍以上とも言われるパイロット訓練生として日本航空に就職し、成田空港配属となる。しかし、NFLへの挑戦に専念するために1年半で同社を退社した。
元在日韓国人4世であり、後に日本国籍を取得している。

## 記録
- オール関東24（2015年、2016年）
- Xリーグ最優秀新人賞（2017年）
- ジャパンXボウルMVP：1回（2020年）
- オールXリーグ選出：2回（2019年、2020年）

## 詳細情報

### 年度別成績
| シーズン | チーム | 試合 | 試合 | ラン | ラン | ラン | ラン | ラン | リターン | リターン | リターン |
| シーズン | チーム | GP   | GS   | Att  | Yds  | Avg  | Lng  | TD   | Att      | Yds      | TD       |
| -------- | ------ | ---- | ---- | ---- | ---- | ---- | ---- | ---- | -------- | -------- | -------- |
| 2019     | OS     | 7    | 6    | 54   | 527  | 9.8  | 68   | 2    | -        | -        | -        |
| 2020     | OS     | 2    | 2    | 22   | 175  | 8.0  | 34   | 2    | -        | -        | -        |
| 2021     | MTL    | 14   | 4    | -    | -    | -    | -    | -    | 2        | 48       | 0        |
| 2022     | MTL    | 20   | 0    | -    | -    | -    | -    | -    | -        | -        | -        |
| 2023     | OS     | 5    | 5    | 40   | 271  | 6.8  | 54   | 1    | -        | -        | -        |
| 通算     | 通算   | 48   | 17   | 116  | 973  | 8.4  | 54   | 5    | 2        | 48       | 0        |